# Marco Falchetto
Marco Falchetto (22 dicembre 1973) è uno schermidore austriaco.

## Biografia
Nei campionati europei di scherma ha conquistato una medaglia d'argento a Funchal nel 2000 ed una medaglia di bronzo a Plovdiv nel 1998, nella gara di fioretto a squadre.

## Palmarès
In carriera ha conseguito i seguenti risultati:
- Europei di scherma

Plovdiv 1998: bronzo nel fioretto a squadre.
Funchal 2000: argento nel fioretto a squadre.